# Johnard Engineering

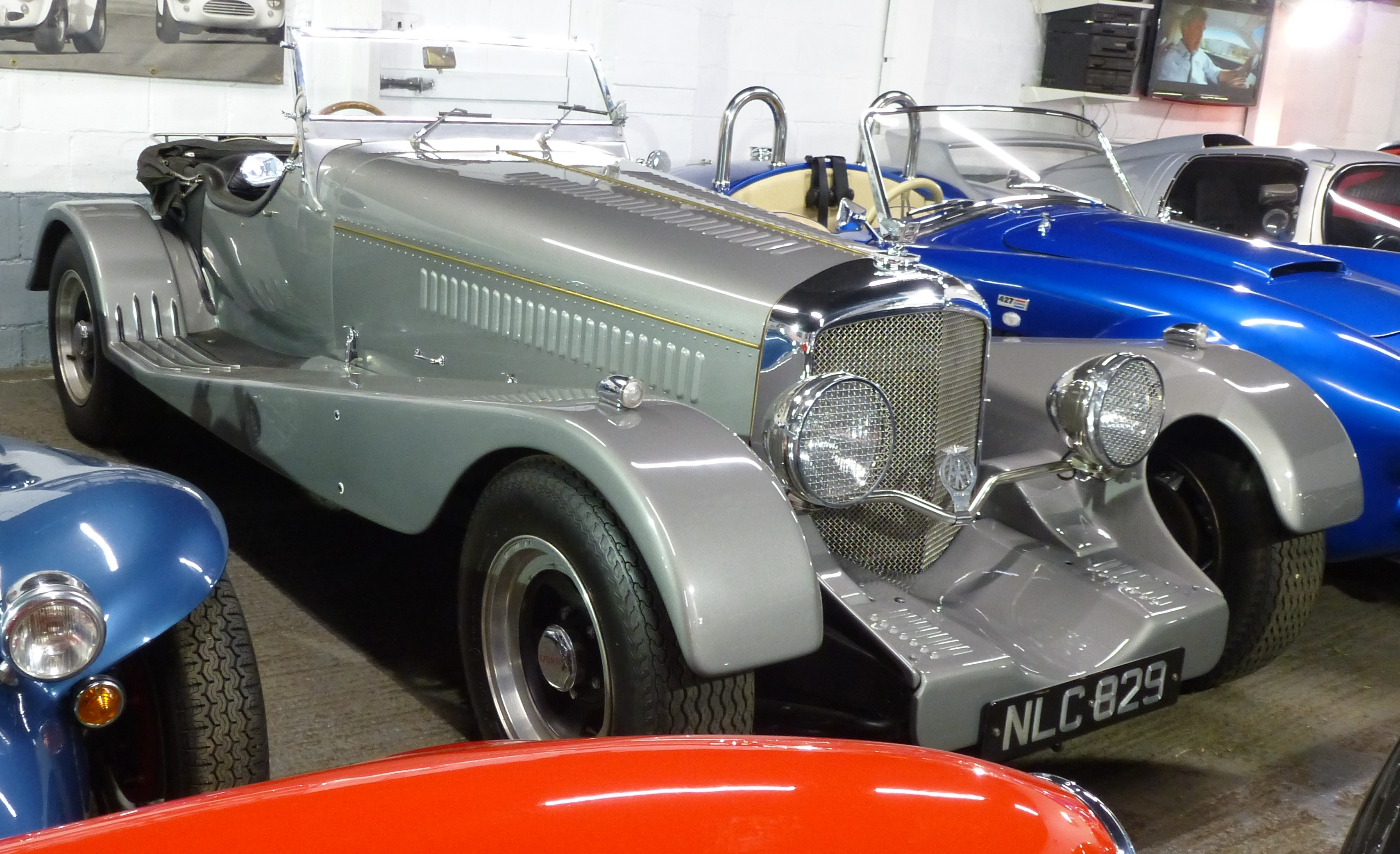
Johnard Donington

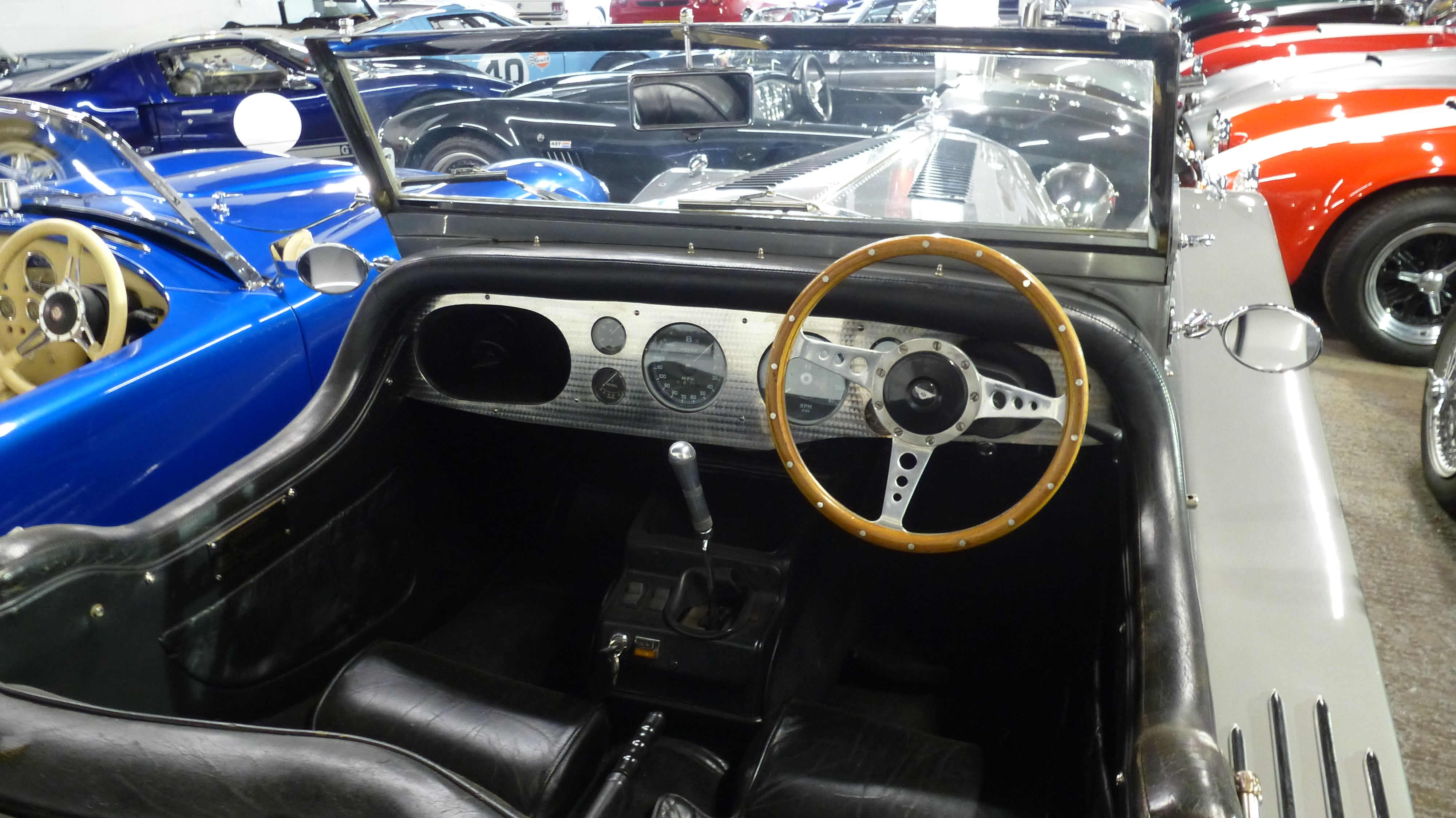
Interieur

Johnard Engineering war ein britischer Hersteller von Automobilen.

## Unternehmensgeschichte
John Guppy und Dudley Beck gründeten 1974 das Unternehmen in Blandford Forum in der Grafschaft Dorset. Sie begannen mit der Produktion von Automobilen und Kits. Der Markenname lautete Johnard. 1978 endete die Produktion. Insgesamt entstanden etwa 16 Exemplare. Außerdem betrieben sie im gleichen Ort die Reparatur- und Restaurationswerkstatt Johnard Vintage Car Repairs Limited.

## Fahrzeuge
Das einzige Modell war der Donington. Die Basis bildete das Fahrgestell eines Bentley Mark VI. Darauf wurde eine Karosserie aus Kunststoff montiert. Lediglich die Motorhaube bestand aus Aluminium. Die offene Karosserie bot Platz für zwei Personen. Neben dem originalen Sechszylindermotor war auch eine Version mit V8-Motor erhältlich.
Konkurrenten in diesem kleinen Marktsektor waren Lawrence und Mallalieu.
Ein erhalten gebliebenes Fahrzeug mit dem britischen Kennzeichen WFX 197 wurde vor wenigen Jahren für 45.000 Pfund verkauft.